# Asociación de Clubes Europeos
La Asociación de Clubes Europeos (en inglés: European Club Association - ECA) es un órgano individual e independiente que representa directamente a los equipos futbolísticos europeos. Establecido en 2008, es el único estamento de tal índole reconocido por la UEFA —máximo organismo europeo— y al que también pertenecen sus clubes miembros. Su labor es la de protegerlos y promocionarlos en el fútbol europeo además de crear un modelo de administración más democrático, que enfatizaría el papel clave en dicho ámbito.
Entre sus miembros, 220 a fecha de 2017, hay al menos un club por cada una de las 53 federaciones nacionales como ente representante, establecido en función de diferentes criterios y siendo reconocido por el resto de miembros.

## Historia

### Antecedentes y contexto del fútbol europeo
Los orígenes del estamento se sitúan en el año 2000 cuando algunos de los clubes más influyentes y poderosos del fútbol europeo se organizaron para formar un grupo privado denominado G-14, debido al número de miembros que lo conformaban, para velar por unos intereses propios que consideraban perjudicados bajo las entonces establecidas regulaciones del continente y mundial. Los equipos iniciales en su formación fueron: el Real Madrid Club de Fútbol y el Fútbol Club Barcelona de España, la Juventus Football Club, la Associazione Calcio Milan y el Football Club Internazionale Milano de Italia, el Liverpool Football Club y el Manchester United Football Club de Inglaterra, el Fußball-Club Bayern München y el Ballspielverein Borussia de Alemania, el París Saint-Germain Football Club y el Olympique de Marseille de Francia, el Amsterdamsche Football Club Ajax y el Philips Sport Vereniging de los Países Bajos, y el Futebol Clube do Porto de Portugal.
Ampliado posteriormente a más clubes aunque sin desprenderse de su denominación original, surgió principalmente para protegerse ante los mandatos UEFA y FIFA sobre la cesión obligatoria de jugadores a las selecciones nacionales, circunstancia en la que estos clubes se veían más perjudicados debido al alto número de jugadores seleccionables que poseían.
A raíz de ello establecieron crear una política de protección por dicha liberación de jugadores, exigiendo compensaciones económicas que cubriesen a sus jugadores en caso de que resultasen lesionados en dicho período o que su convocatoria repercutiese en la imposibilidad de participar en algún encuentro de cualquier índole con su club, quien es a fin de cuentas el que mantiene al jugador.

“Nosotros le pagamos el sueldo a los jugadores por doce meses, pero otros se llevan a nuestros empleados y los usan para ganar dinero, sin que recibamos nada a cambio. Los clubes deben ser escuchados.”
Umberto Gandini, director deportivo de la Associazione Calcio Milan

Además instaban por que se planificase un calendario de selecciones con el fin de prever dichas convocatorias y que permita al jugador disputar los partidos de su selección sin ver afectado el rendimiento y participación con su club, algo finalmente aceptado por FIFA, organismo con el que mantuvieron sus mayores disputas.

### Discrepancias con la FIFA y disolución del grupo
Desde su creación, las políticas del grupo fueron repudiadas por el entonces presidente de la FIFA Joseph Blatter, al ir, según él, en contra del espíritu de la competitividad libre, y de querer monopolizar las competiciones internacionales. Mientras Blatter velaba por una justa competitividad deportiva a nivel internacional —principalmente en selecciones nacionales, asunto que siempre priorizó el organismo—, el G-14 buscaba defender los intereses financieros y deportivos de los clubes, como el de sus inversiones, y principalmente el de los jugadores, sus mayores activos.
El organismo reclamó 860 millones de euros a la FIFA por los daños sufridos por los 18 clubes del grupo durante los últimos 10 años a través del abogado del grupo Jean-Louis Dupont, llevando el caso a los tribunales.
El cambio en la presidencia de la UEFA, entonces en manos de Michel Platini, facilitó que se llegara a un acuerdo por el que la FIFA y la UEFA para recompensar económicamente a los clubes que cedieran a sus jugadores a las selecciones internacionales a cambio de la disolución del propio G-14, dando paso a una colaboración entre los estamentos bajo otro grupo.

### Nacimiento de la ECA
Creada en el grupo de soluciones G-14 en enero del año 2008 así como en el Fórum Europeo de Clubes UEFA administrado por Karl-Heinz Rummenigge, la Asociación Europea de Clubes quedó oficialmente establecida con la firma del Memorándum de Acuerdo entre la UEFA y la ECA del 21 de enero del año 2008. Durante la primera Asamblea General de la ECA, que tuvo lugar en los días 7 y 8 de julio del año 2008 en la sede de la UEFA situada en Nyon (Suiza), Karl-Heinz Rummenigge fue oficialmente elegido para el puesto de Presidente de la ECA.

“The creation of the ECA paves the way for harmony to return to football between the governing bodies and the clubs. After being elected and confronting the problems in football, I said that the game, that dialogue and the exchange of ideas was the solution. I now count on you, football counts on you, UEFA counts on you, and the youth of today counts on you.”
“Normally with agreements there are winners and losers but this time everyone is a winner.”

“La creación de la ECA abre el camino hacia la armonía para volver al fútbol entre los estamentos reguladores y los clubes. Después de ser elegido y confrontar los problemas en el fútbol, dije que el juego, ese diálogo y el intercambio de ideas era la solución. Ahora cuento con ustedes, el fútbol, la UEFA y la juventud de hoy cuenta con ustedes.” (Michel Platini, presidente de la UEFA)
Normalmente con los acuerdos hay ganadores y perdedores, pero esta vez todo el mundo es un ganador.” (Karl-Heinz Rummenigge, presidente de la ECA)
Declaraciones de los implicados tras su creación. Nyon. 21 de enero de 2008

La Asociación Europea de Clubes adoptó la estructura organizativa así como el proceso de selección parecido a los que tenía como base el Fórum de Clubes Europeos, consistiendo en 102 miembros elegidos cada 2 años.

## Estructura
Tras la creación de la Asociación Europea de Clubes en enero del año 2008, se convino que la ECA y sus 16 miembros-fundadores fuesen representados temporalmente por la Junta de la ECA hasta el momento de la convocatoria de la siguiente Asamblea General al final de la temporada, en la que tuvo lugar la elección del nuevo Consejo de Administración. Decidido, que además de los cuatro representantes nominados por el Consejo de Administración para el Consejo de Desarrollo del Fútbol Profesional de la UEFA (PFSC), la Junta de la ECA estuviese formada por once miembros. La asociación tenía también que garantizar la mitad de los miembros de la Comisión de Juegos de los Clubes UEFA.
Desde el principio de la cadencia 2013-15, representó a 214 equipos, de los que 105 son miembros ordinarios, y 109 asociados, y de éstos al menos uno de ellos pertenece a una de las 53 federaciones UEFA. La cifra exacta de clubes-miembros ordinarios de las federaciones individuales queda definida cada dos años al final de la temporada UEFA en base al ranking de las federaciones miembros UEFA de acuerdo a la siguiente regla:
| Ranking UEFA de la Federación | Miembros ordinarios ECA |
| de 1 a 3                      | 5                       |
| de 4 a 6                      | 4                       |
| de 7 a 15                     | 3                       |
| de 16 a 28                    | 2                       |
| de 29 a 53                    | 1                       |

Al finalizar la Asamblea General en septiembre de 2013, las autoridades de la Dirección Ejecutiva de la ECA se presentaron como sigue: Karl-Heinz Rummenigge (Presidente; F. C. Bayern), Umberto Gandini (I Vicepresidente; A. C. Milan), Sandro Rosell (II Vicepresidente; F. C. Barcelona), Evgeni Giner (III Vicepresidente; P. F. K. TSSKA), Ivan Gazidis (Arsenal F. C.), Pedro López Jiménez (Real Madrid C. F.), Andrea Agnelli (Juventus F. C.), Jean-Michel Aulas (Olympique Lyonnais), Diogo Brandão (F. C. Porto), Theodoros Giannikos (P. A. E. Olympiakós), Edwin van der Sar (A. F. C. Ajax), Michael Verschueren (R. S. C. Anderlecht), Jakub Otava (A. C. Sparta Praha), Zoran Mamić (G. N. K. Dinamo Zagreb) y Ausrys Labinas (F. K. Ekranas).
En la composición de la Asociación Europea de Clubes entran múltiples temas, entre ellos el grupo de trabajo, paneles de expertos y la comisión. Presentándose como sigue:

### Grupos de trabajo y paneles de expertos
Desde el principio de la existencia de la ECA, los Grupos de Trabajo constituyeron una piedra angular de la estructura organizativa de la Asociación. Activamente garantizan apoyo y asesoramiento para la Dirección Ejecutiva de la ECA así como los representantes de la Asociación participantes en las comisiones o los grupos de trabajo al nivel UEFA, FIFA o Unión Europea. Su participación es clave y estratégica para la organización. Además, conducen las reuniones de los miembros así como son responsables de la comunicación desafíos u oportunidades. Todos los grupos de trabajo se componen tanto de clubes - miembros ordinarios como de clubes - miembros asociados de todas las cuatro categorías. Los cinco grupos de la ECA están formados por: Grupo de Trabajo de asuntos de los Juegos, Grupo de Trabajo de asuntos Financieros, Grupo de Trabajo de asuntos de las Relaciones Institucionales, Grupo de Trabajo de asuntos de Marketing y Comunicación y Grupo de Trabajo de asuntos de la Juventud.
Parecido a los Grupos de Trabajo, los Paneles de Expertos de la ECA así como la Comisión constituyen un apoyo para la Dirección Ejecutiva y están formados por expertos especiales procedentes de diversos clubes miembros de la ECA.
Los miembros de cada Panel y Comisión son nombrados por la Dirección Ejecutiva de la ECA y actúan como órganos consultivos. Actualmente, la ECA está compuesta por el siguiente Panel de Expertos y Comisión: Panel de Asesoramiento Jurídico, Panel de asuntos de Estatutos, Panel Financiero Fair Play, Comisión del Diálogo Social y Comisión de asuntos de Fútbol Femenino.

## Acuerdos
Como grupo sucesor del G-14, siguió comprometido con su defensa particular de los derechos de los clubes en el territorio europeo. Cabe destacar que en marzo de 2006 presentó una propuesta para sustituir el formato de la Liga de Campeones —la máxima competición a nivel de clubes—, abogando porque cada miembro tuviese asegurada su participación cada temporada y se planteó la posibilidad de crear una Superliga Europea.
Fue conforme al Memorándum de Acuerdo firmado por la UEFA en el año 2008, cuando la Asociación de Clubes Europeos quedó reconocida como organización independiente en representación de dichos intereses. En el marco del Acuerdo, la UEFA aceptó cada cuatro años asignar una cuota obtenida del cupo de ingresos de la Eurocopa para la federación y clubes que contribuyeron al éxito de la competencia. El importe destinado para transferir por la EURO 2008 ascendió a 43,5 millones de euros, con el pago aproximado de 4000 euros efectuado sobre la base de "cada día del jugador en el torneo". También se establecieron los primeros planes para una serie de compromisos con los clubes por parte de UEFA y FIFA, incluyendo las contribuciones financieras para los jugadores participantes en los Campeonatos de Europa y los Campeonatos del Mundo, con la condición de que sus respectivos órganos lo aprobasen.
El 22 de marzo del año 2012 ECA y UEFA firmaron un memorándum de acuerdo renovado para el período 2012-18 con motivo del XXXVI Congreso Ordinario de la UEFA. Este memorándum fue firmado por los entonces presidentes de la ECA Karl-Heinz Rummenigge y de la UEFA Michel Platini. Su objetivo era abrir el camino para una relación fructífera entre los equipos de Europa y su organismo rector para contribuir a un mejor equilibrio entre el fútbol nacional y el de clubes. El nuevo acuerdo sustituyó al del año 2008 y tendría vigencia hasta el 30 de mayo del año 2018 con cuatro puntos clave.

### Calendario internacional
El calendario internacional fue un tema clave en las conversaciones, implicando la liberación obligada de los representantes de los países con sus clubes en los términos señalados. Con vigencia para los años entre 2014 y 2018 se basó en una propuesta concreta dirigida por la ECA y fue creado gracias al esfuerzo de un grupo de trabajo especial integrado por representantes de la ECA, EPFL, FIFPro y UEFA. Las recomendaciones elaboradas por el grupo de trabajo que ha sido aprobado por la FIFA, ofrecían un sistema más equilibrado de nueve encuentros dobles en un período de dos años sin jugar un solo partido amistoso, beneficiando tanto a los clubes como a las selecciones.

### Seguridad salarial
El programa de protección de los clubes, inicialmente introducido como coste de la UEFA para la EURO 2012 de Polonia y Ucrania fue asumido y está financiado por la FIFA después de aprobarlo en Budapest en mayo del año 2012. El programa abarca a todos los clubes que aportan jugadores a los partidos marcados en el calendario internacional, incluyendo la obligación de la FIFA de asegurar el torneo de fútbol de los Juegos Olímpicos. El programa de protección está previsto para compensar a los clubes cuando un jugador en su selección nacional sufra una lesión física fortuita, privándole temporalmente de su actividad deportiva. Los jugadores están asegurados por un máximo de un año una vez terminado el período de aplazamiento (= día de la lesión + 27 días) por una cuota máxima de 7 500 000 euros.

### Reparto de beneficios UEFA
Conforme al ya citado memorándum de acuerdo entre ECA y UEFA del año 2008, su comité ejecutivo aprobó repartir las reservas de 43,5 millones de euros tras la Eurocopa de Suiza y Austria y 55 millones de euros tras la Eurocopa 2012 de Polonia y Ucrania. Después de la renovación del acuerdo, el beneficio de los clubes que aportaron futbolistas a la Eurocopa 2012 en Polonia y Ucrania aumentó hasta los 100 millones de euros. Esta suma se amplió hasta los 150 millones de euros por la EURO 2016 de Francia. En vista de los beneficios crecientes recibidos por los clubes, UEFA y ECA elaboraron un mecanismo nuevo de reparto de beneficios. Su principal objetivo era establecer un sistema justo y equilibrado, además de garantizar mayores ingresos para todos los clubes en comparación con ediciones anteriores y a un mayor número de clubes para que reciban parte de los beneficios. Tras la EURO 2012 la cuantía fue repartida equitativamente entre el torneo final (60%) y la fase de clasificación (40%). Gracias al nuevo mecanismo de distribución hasta 578 clubes recibieron su respectiva compensación de la UEFA por ceder jugadores al torneo. Ello supuso un aumento cuantitativo en comparación con 2008, tras la que solo 181 equipos recibieron beneficios económicos.

### Administración
Finalmente el acuerdo reforzó la aportación de los clubes en el proceso decisivo de la UEFA. En el futuro, las voces de los clubes han de ser tomadas muy en cuenta con el compromiso de ambas partes de no tomar ninguna decisión directa que afecte a los clubes sin su anterior consentimiento. Los representantes de la ECA nombrados pertenecen a la junta ejecutiva del comité de juegos de los clubes UEFA y del consejo de estrategia para el desarrollo del fútbol profesional UEFA.

## Liga Europea de la ECA
Tanto desde el original G-14 como desde la actual ECA, los clubes miembros abogaron por crear una Liga Europea o Superliga a nivel continental que sustituyese a la actual Liga de Campeones de la UEFA. Buscando una mayor retribución económica además de proyectar una competición que atraería un mayor número de ingresos y patrocinadores más consonantes con la proyección actual del fútbol que crecería también en lo deportivo, los considerados clubes más importantes o influyentes del continente europeo son favorables a ese camino como así manifestó su presidente Karl-Heinz Rummenigge:

“No deberíamos excluir que en el futuro pueda crearse un campeonato europeo con los grandes clubs de Italia, Alemania, España, Inglaterra y Francia; ya sea a través de la UEFA o en una organización privada que acogería a una veintena de equipos. Los mejores clubes son cada vez más fuertes respecto a los otros en los grandes campeonatos y otro campeonato ya está naciendo más allá de la Liga de Campeones.”
Karl-Heinz Rummenigge. 21 de noviembre de 2016. Milán

Las declaraciones, producidas tras el consejo sobre el Fair-Play financiero de la UEFA y que dichos clubes consideran restrictivo en sus intereses ya que se ven coaccionadas sus inversiones en beneficio de una supuesta equidad deportiva con otros clubes de menor repercusión, fueron una de las primeras manifestaciones públicas de estos clubes en favor de la Liga Europea. Si bien es cierto que la citada medida de la UEFA, así como otras como el reparto de ingresos en sus competiciones —en especial el Market pool—, sujetas a la misma polémica, van en beneficio de un bien común para todos los equipos, es cierto que el potencial de los grandes equipos se ve recortado dándose la comparativa con otros deportes de menor repercusión a nivel mundial y que reciben mayores ingresos:

“La Liga de Campeones vale 1.500 millones de euros en derechos de televisión frente a los casi 7.000 millones de la NFL. Los estudios de mercado demuestran que de los 2.000 millones de aficionados al deporte en el mundo, 1.600 son fans del fútbol y únicamente 150 millones lo son de fútbol americano. Hay que reflexionar acerca del potencial inexplorado en los formatos actuales de competición en el fútbol”
Andrea Agnelli, presidente de la Juventus F. C.. 21 de noviembre de 2016. Milán

Si bien el aspecto económico es solo uno de los motivos expuestos por el organismo para la creación de la denominada popularmente como Superliga, su nacimiento encuentra en los citados menores equipos a sus mayores detractores junto con federaciones y estamentos de las ligas nacionales respectivas las cuales verían reducidas sustancialmente sus ingresos y patrocinadores pudiendo llegar a poner en peligro la subsistencia de muchos clubes. Pese a ello, la ECA manifiesta repetidamente que es un camino en el que están trabajando, y que puede ver la luz en el año 2021. No en vano, desde la Liga de Campeones de la UEFA 2004-05 todos los finalistas de la competición son integrantes de la ECA y se encuentran dentro de los veinte clubes que se citan como postulantes a crear la Superliga, circunstancia en la que también basan su decisión, reafirmando la diferencia de estos con respecto al resto de clubes.
En tal sentido la UEFA estudió el caso junto a la ECA en el verano de 2016, dando como resultado a una reestructuración de la Liga de Campeones para el trienio de ediciones a partir de la temporada 2018-19, con vigencia hasta 2021, período en la que los grandes equipos de las consideradas cuatro mejores ligas de Europa poseerán de manera asegurada cuatro plazas fijas para la competición, una medida del organismo europeo para retrasar y/o evitar su escisión o que antecederá una nueva reestructuración para el fin de dicho convenio continuando dentro del margen UEFA. Poniendo como espejo a la renovada Euroliga de baloncesto, donde se conceden unas licencias de participación fija a los mejores clubes, o la Premier League de Inglaterra —donde ya se produjo una escisión respecto a la federación para formar la actual liga privada— la ECA y la UEFA se encuentran en diálogos para llegar al mejor término tanto para los clubes ECA como para el resto de los UEFA y llevar una transición lo más pacífica posible.
Pese a las discrepancias se aboga por que la UEFA acepte dentro de su marco la competición, si bien no es necesario para crearla. Mismo caso sucedió en los inicios de la actual Liga de Campeones, promovida por el diario L'Équipe, debido a la repercusión y aceptación que produjo la idea finalmente la UEFA decidió auspiciarla y organizarla. Tras asentarse algunos de los primeros pasos o encontrarse en proceso, como reducir las distintas ligas nacionales a un máximo de 18 equipos, o que toda federación se encuentre representada en el organismo, caso ya producido, se busca que el impacto sea lo menos perjudicial para las competiciones afectadas. Los mercados cada vez más globalizados abren la posibilidad a otras opciones, como que sea financiada o disputada incluso en territorios como América o Asia, contando con clubes de todo el mundo, o contemplando incluso otro caso de crear una competición con 64 participantes tras fusionar Liga de Campeones y Liga Europa a nivel continental, como alternativas a la Superliga. En cualquier caso, lo referían como un paso casi inevitable que debía dar el fútbol en los próximos años:

“En pocos años veremos una competición mundial de fútbol. Es algo que ya nadie puede detener. Será una fiesta exclusiva para unos pocos afortunados, para las marcas más importantes de fútbol en el mundo”
Jacco Swart, director de la Asociación de Ligas Profesionales Europeas Profesionales (EPFL). 2016. Declaraciones al diario Daily Mirror.

“Veo más desarrollándose una Liga Europea con el tiempo en lugar de que un equipo salga del país. Las ligas nacionales sobrevivirán, pero tal vez en diez años, habrá una Liga Europea. No estoy seguro al 100% de que tenga razón, pero siento que dentro de nuestro juego hay algunas voces detrás de la escena que vienen a hacer algo al respecto, especialmente si las reglas se vuelven demasiado restrictivas para estos clubes. Personalmente, creo solo en el mérito deportivo, por lo que, si se crea una liga así, tiene que ser por ascensos y descensos, aunque es prácticamente muy difícil de resolver y no queremos matar a las ligas nacionales. Los equipos tendrían que jugar tanto en la Liga Europea a mitad de semana como en la liga nacional los fines de semana. Significaría que todos estos equipos tendrían dos equipos. La forma en que vamos económicamente es que incluso el dinero que viene de la Liga de Campeones no será suficiente para algunos clubes porque gastan demasiado dinero. Los ingresos son básicamente propiedad de la UEFA y distribuyen el dinero a los clubes.”
Arsène Wenger, director técnico del Arsenal Football Club. 2009. Londres.

“No es una cosa fácil de hacer a causa de a quién tendrías que excluir pero he oído hablar de un proyecto que tienen ya en una cierta clase de caja. La evolución se hará con seguridad, creo en una Liga Europea. Me gustaría ver más calidad en el juego, y menos partidos significan más calidad. Esto es algo que se ha discutido muchas veces, pero el futuro será algo así. La gente no viene a los estadios cada partido porque si hay uno cada tres días es difícil, es necesario hacerlos más exclusivos y más especiales. ¿Por qué todo el mundo ama la Liga de Campeones? Es porque es exclusiva. Incluso si la ganas, solo juegas trece partidos en esa competición en una temporada. La Liga de Campeones podría convertirse en la copa eliminatoria de la Liga Europea, que sería la verdadera competición europea, o como quiera que la llames. Por lo tanto, al igual que el Scudetto y la Coppa Italia y la Premier League y FA Cup usted tendría la Liga Europea y la Copa de Europa. Hay menos partidos, y todos los mejores jugadores del mundo estarían involucrados. Sería como la NBA del fútbol. Respecto al futuro de la Liga Europa de la UEFA, ya era una competencia en declive, y no se ve como importante. Creo que los fans nos lo pueden decir mejor que nadie. Se ha vuelto menos significativa en los últimos años. Si los aficionados están contentos cuando su equipo está en la Liga Europa, entonces tal vez no es necesario cambiar. Pero es obvio que si tuviera clubes más importantes en esa competencia, se volvería más atractiva para todos. Sería bueno tener esa sensación de hace veinte años cuando la Copa de la UEFA fue grande y muy importante, pero es más fácil decirlo que hacerlo. Tal vez se podría reducir la Liga de Campeones para hacer que eso suceda, e incluso dar al ganador de la Liga Europa un lugar en la Liga de Campeones definitivamente ayudaría. Pero la UEFA tiene que decidir cómo quieren cortar el pastel y repartir el dinero. La diferencia en las finanzas entre los dos es una cuestión importante, y establecer el incentivo es de ellos.”
Clarence Seedorf, ex-jugador de la Associazione Calcio Milan. 21 de febrero de 2009. Milán.

“No creo que el Celtic F. C. y el Rangers F. C. se trasladen a la Premier League inglesa. Creo que habrá dos ligas europeas dentro de diez años o más y ellos estarán en ellas. Esa es la forma en que creo que irá. No es la opinión de la SFA, es mi opinión, creo que 38 clubes europeos se separarán y harán dos divisiones y los dueños harán todo lo posible para conseguir el patrocinio y el dinero de la televisión allí. Esa es la forma en la que creo que dichos clubes acudirán, y tenemos que asegurarnos de que el fútbol escocés esté en una posición saludable antes de llegar a ese punto.”
Gordon Strachan, seleccionador de Escocia. 10 de abril de 2013. Declaraciones al diario The Telegraph

Pese a todo, en la primavera de 2017 la ECA anunció tras una reunión con el ejecutivo de competiciones de la UEFA que las nuevas reformas y reestructuración que llevará a cabo el organismo en 2018 satisfará en medida las peticiones de dichos clubes llegando ambas al acuerdo de apoyar, al menos de momento, la Liga de Campeones:

“Creo que estamos completamente de acuerdo con la reforma de la Liga de Campeones y de la Europa League en el ciclo 2018-2021. La reforma nos conviene, estamos contentos de permanecer bajo el paraguas de la UEFA. En consecuencia, no habrá conversaciones sobre la Superliga. Es una decisión justa y seria, que muestra la solidaridad de los clubes europeos. La reforma hará la Liga de Campeones más atractiva y fuerte que nunca.”
Karl-Heinz Rummenigge. 28 de marzo de 2017. Atenas

Al término de dicha temporada surgieron nuevas informaciones que apuntaban a un posible cambio en los horarios de las fases eliminatorias, pasando a ser los sábados, que chocaría directamente con el desarrollo de los campeonatos nacionales de liga.

## Miembros

### Fundadores
| Miembros Fundadores ECA |                        |
| Real Madrid C. F.       | F. C. Barcelona        |
| A. C. Milan             | Juventus F. C.         |
| Manchester United F. C. | Chelsea F. C.          |
| F. C. Bayern            | Olympique Lyonnais     |
| F. C. Porto             | A. F. C. Ajax          |
| R. S. C. Anderlecht     | G. N. K. Dinamo Zagreb |
| P. A. E. Olympiakós     | F. C. København        |
| Rangers F. C.           | Birkirkara F. C.       |

### Ordinarios / Asociados 2015-16
A fecha de 2016 los miembros se dividen según la tabla anexa.
Nota: indicados en negrita los miembros ordinarios. El resto son asociados.
| Federación           | Miembros Ordinarios / Asociados |
| Albania              | Kukesi - Vllaznia - Tirana |
| Alemania             | F. C. Bayern - F. C. Gelsenkirchen-Schalke - B. V. Borussia - Bayer Leverkusen - VfL Wolfsburg - Werder Bremen - VfB Stuttgart - Borussia Mönchengladbach - Eintracht Frankfurt - Hannoverscher S. V. - Hamburger S. V. - RasenBallsport Leipzig S.V. |
| Andorra              | FC Santa Coloma - Sant Julià |
| Armenia              | Pyunik - Banants |
| Austria              | Red Bull Salzburg - Austria Wien - Rapid Wien - Sturm Graz |
| Azerbaiyán           | Qarabağ - Neftchi - AZAL |
| Bélgica              | Anderlecht - Club Brugge - Genk - Standard Liège - Gent |
| Bielorrusia          | BATE Borisov - Dinamo Minsk - Shakhtyor Soligorsk |
| Bosnia y Herzegovina | Željezničar - Sarajevo - Široki Brijeg |
| Bulgaria             | Levski Sofia - Ludogorets Razgrad |
| Chipre               | APOEL - Apollon Limassol - Anorthosis Famagusta - Omonia Nicosia |
| Croacia              | Dinamo Zagreb - Rijeka - Hajduk Split |
| Dinamarca            | Copenhagen - Esbjerg fB - Nordsjælland - Odense - Brøndby - Aalborg - FC Midtjylland |
| Escocia              | Celtic F. C. - Motherwell F. C. - Aberdeen F. C. - Heart of Midlothian F. C. - Rangers |
| Eslovaquia           | Slovan Bratislava - Žilina - Ružomberok - Trenčín |
| Eslovenia            | Maribor - NK Olimpija Ljubljana - Domžale |
| España               | Real Madrid C. F. - F. C. Barcelona - Atlético de Madrid - Sevilla F. C. - Valencia C. F. - Villarreal C. F. - Athletic Club - Málaga C. F. - Real Sociedad-Real Zaragoza.                                                                            |
| Estonia              | Levadia Tallinn - Flora Tallinn |
| Finlandia            | HJK Helsinki - FC Inter Turku |
| Francia              | Olympique Lyonnais - Olympique Marseille - Paris Saint-Germain - Lille - AS Monaco - F. C. Girondins des Bordeaux - Montpellier - Rennes - Saint-Étienne                                                                                              |
| Gales                | The New Saints F. C. - Bangor City F. C. |
| Georgia              | Dinamo Tbilisi |
| Grecia               | P. A. E. Olympiakós - Panathinaikos - PAOK - Atromitos - Asteras Tripolis |
| Hungría              | Videoton - Debrecen - Budapest Honvéd - Ferencváros |
| Inglaterra           | Manchester United F. C. - Chelsea F. C. - Arsenal F. C. - Liverpool F. C. - Manchester City F. C. - Tottenham Hotspur F. C. - Aston Villa F. C. - Everton F. C. - Newcastle United F. C. - Leicester City F. C.                                       |
| Irlanda              | Shamrock Rovers FC - St Patrick's Athletic |
| Irlanda del Norte    | Linfield - Cliftonville - Crusaders FC - Glentoran FC |
| Islandia             | FH - KR Reykjavík - Keflavík |
| Islas Feroe          | HB Tórshavn - EB/Streymur - B36 Tórshavn - NSÍ Runavík |
| Israel               | Hapoel Tel-Aviv - Maccabi Tel-Aviv - Maccabi Haifa - Bnei-Yehuda |
| Italia               | F. C. Internazionale - A. C. Milan - Juventus F. C. - S. S. C. Napoli - A. C. F. Fiorentina - A. S. Roma - U. C. Sampdoria - Udinese Calcio |
| Kazajistán           | Aktobe - F. K. Astana - F. K. Shakter Karaganda - FC Irtysh Pavlodar |
| Letonia              | Ventspils - Skonto |
| Liechtenstein        | F. C. Vaduz |
| Lituania             | Žalgiris - Sūduva |
| Luxemburgo           | F91 Dudelange - Grevenmacher |
| Macedonia del Norte  | Rabotnički - Vardar - Shkëndija |
| Malta                | Valletta - Birkirkara |
| Moldavia             | Sheriff Tiraspol - Zimbru Chişinău - Dacia Chişinău |
| Montenegro           | Budućnost Podgorica - Zeta |
| Noruega              | Rosenborg B. K. - Molde F. K. - Strømsgodset I. F. - Lillestrøm S. K. - Vålerenga I. F. - Viking F. K. |
| Países Bajos         | Philips S. V. - A. F. C. Ajax - AZ Alkmaar - Twente - Feyenoord - Heerenveen - Utrecht - Vitesse Arnhem |
| Polonia              | Lech Poznań - Legia Warsaw - Wisła Kraków - Ruch Chorzów - Śląsk Wrocław |
| Portugal             | S. L. Benfica - S. C. Portugal - F. C. Porto - S. C. Braga - C. S. Marítimo |
| República Checa      | Viktoria Plzeň - Sparta Prague - Slovan Liberec - Slavia Prague - Teplice |
| Rumania              | F. C. Steaua București - C. F. R. Cluj - F. C. Astra Giurgiu - C. S. Pandurii Târgu Jiu |
| Rusia                | P. F. K. TSSKA Moskva - F. K. Zenit St. Petersburg - Rubin Kazan - F. K. Spartak Moskva - F. K. Lokomotiv Moskva - Hansa Rostok |
| San Marino           | Tre Penne - Murata - Tre Fiori |
| Serbia               | F. K. Partizan - F. K. Crvena Zvezda - F. K. Vojvodina |
| Suecia               | I. F. Elfsborg - Malmö F. F. - Helsingborg I. F. - Djurgården I. F. - I. F. K. Göteborg - A. I. K. |
| Suiza                | B. S. C. Young Boys - F. C. Basel - F. C. Sion - F. C. Zürich - F. C. Thun - Grasshopper |
| Turquía              | Fenerbahçe S. K. - Beşiktaş J. K. - Trabzonspor - Galatasaray S. K. - Bursaspor |
| Ucrania              | F. K. Shakhtar Donetsk - F. K. Dynamo Kyiv - F. C. Chornomorets Odesa - F. C. Dnipro Dnipropetrovsk |

## Publicación
Informe de Responsabilidad Social y de la Comunidad
En septiembre del año 2011, la Asociación Europea de Clubes publicó su primer Informe de Responsabilidad Social y de la Comunidad. El objetivo de esta publicación fue mostrar la acción beneficiosa de los clubes de fútbol en los campos de la Comunidad y la Responsabilidad Social. El informe es la recopilación de 54 proyectos de clubes - miembros de la ECA. Estos subrayan que el fútbol, como todo el deporte, juegan un papel muy importante en la sociedad y la educación.
Boletín Jurídico de la ECA
Desde el año 2011, la Asociación Europea de Clubes edita anualmente un Boletín Jurídico, en el que presenta los más importantes y marcados problemas legales, con los que bregan los representantes de los clubes. Esto boletines tienen como objetivo asegurar el apoyo y el asesoramiento a los clubes para que hagan frente a los problemas particulares el campo de la compensación por el entrenamiento, problemas administrativos de los clubes, la propiedad de terceros, etc.
Informe ECA sobre la Academia Juvenil en Europa
En septiembre del año 2012, la ECA publicó un informe sobre la Academia Juvenil en Europa, que sirve como punto de referencia y asegura una mirada comparativa de distintos métodos y filosofías de academia juvenil en toda Europa.
Guía para la Gestión de Clubes de la ECA
La Guía para la Gestión de Clubes de la ECA está construida como un mosaico de partes descriptivas intercaladas con ejemplos, lecciones clave aprendidas y pequeños estudios de casos que hemos reunido a través de un gran número de entrevistas y visitas a clubes. Este enfoque hace que la guía incluya todos los ejemplos posibles sobre las actividades reales de un club, tanto para funcionar como plataforma donde intercambiar experiencias de los clubes para referencia individual, como para permitir a los clubes aprender unos de otros. Este enfoque mixto constituye el método principal a la hora de presentar el material en la guía